# Polihierax
Polihierax Kaup, 1847 è un genere di uccelli della famiglia dei Falconidi.

## Tassonomia
Il genere comprende le seguenti specie:
- Polihierax insignis Walden, 1872 - falco pigmeo orientale
- Polihierax semitorquatus (A.Smith, 1836) - falco pigmeo africano